# Carta foral de Quintanilla de Onsoña
Carta foral de Quintanilla de Onsoña (o Fuero de solariegos de Quintanilla de Onsoña) fue un fuero dado a los moradores de Quintanilla de Onsoña por el comendador Pero González y los freires del Hospital de D. Gonzalo Ruiz de Carrión (Hospital de la Herrada) el 23 de diciembre de 1292. Está basado en el de Carrión de los Condes. Trascrito y publicado por Muñoz y Romero.
Se refieren a él los siguientes estudios:
- Ensayo histórico etimológico filológico sobre los apellidos Castellanos (1871),[1]  de José Godoy Alcántara;
- Noticia histórica de las behetrías: Primitivas libertades castellanas... (1876),[2] de Ángel de los Ríos y Ríos.
- Colectivismo agrario en España (1898),[3] de Joaquín Costa.
- Historia de la civilización española (1902),[4] de Rafael Altamira;
- El régimen señorial y la cuestión agraria en Cataluña (1905),[5]  de Eduardo de Hinojosa y Naveros; o
- Historia de España y de la civilización española (1913), de Pío Zabala.
- Las sernas en el Becerro de las Behetrías (1987), de Julián Clemente Ramos.

En 1981, Justiniano Rodríguez dedicó un estudio al fuero de solariegos de Quintanilla de Onsoña.